# Американский свиристель
Американский свиристель, или кедровый свиристель (лат. Bombycilla cedrorum), — певчая птица рода свиристелей отряда воробьинообразных. Гнездится в открытых лесных районах Канады и севера США. Ареал зимовки обширен и распространяется до самого юга Центральной Америки. В сравнении с обыкновенным свиристелем, американский свиристель более одноцветный и, кроме того, обитает в менее ограниченном количестве сред обитания: в широколиственных и хвойных лесах, редколесьях и зарослях. Рацион состоит из разнообразных мелких плодов, а также насекомых. Гнездо американского свиристеля чашеобразное, крепкое. Птица прячет его в густой листве, часто располагая высоко на дереве.